# Orgue de Binissalem

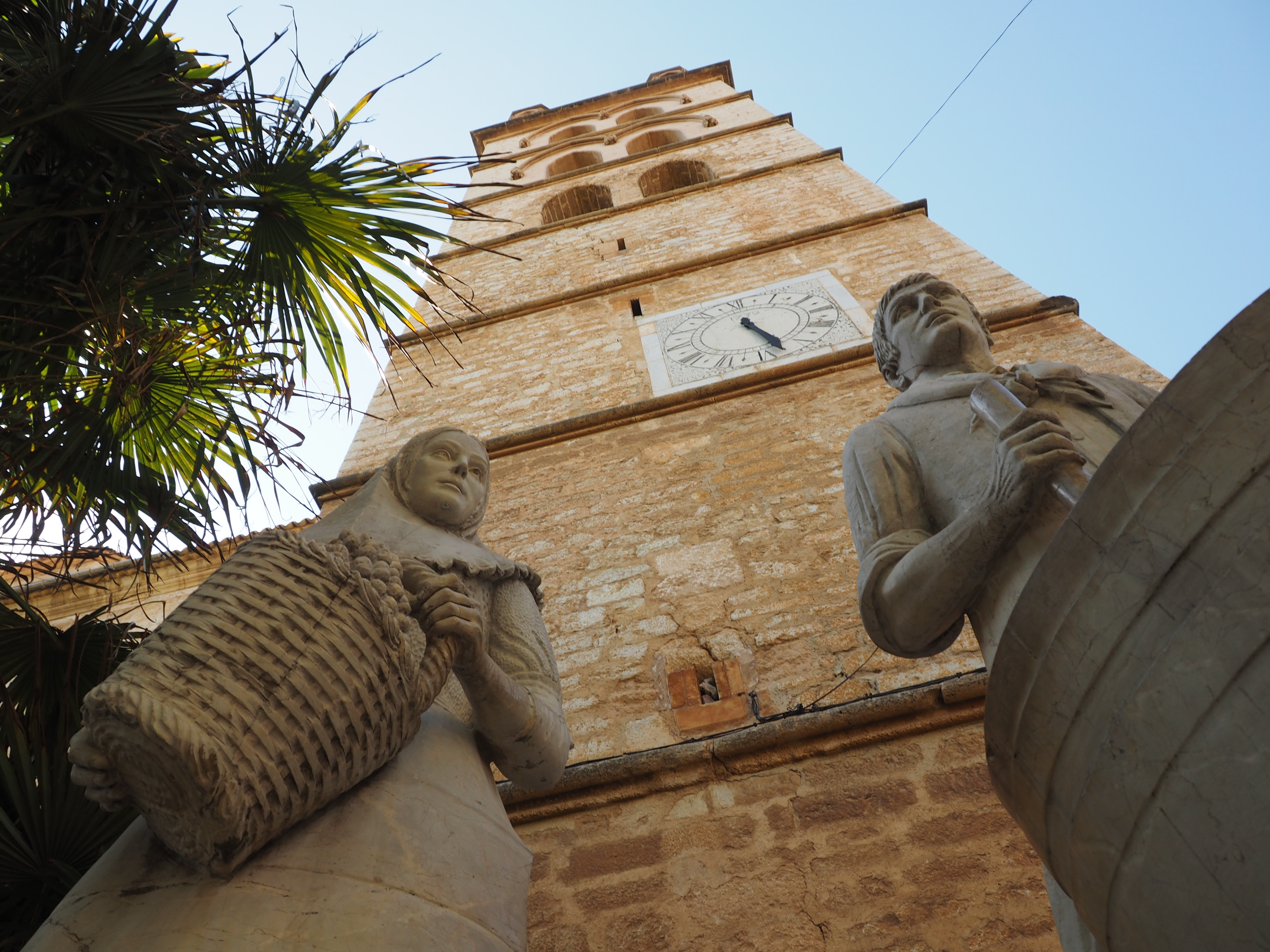
Església Actual de Santa Maria de Robines

Binissalem Al llarg de la història ha rebut un total de 6 orgues, conservant algunes parts o fets totalment nous. El primer orgue que trobem en l'Església de Binissalem, data del segle xvi, a través de la influència de la dinastia dels Reis Catòlics. En aquest moment, es troba a Binissalem Jordi Bosch, orguener de prestigi internacional i que tenia una gran importància dins la construcció d'orgues. Un gran nombre d'autors que durant el segle XX documenten, mitjançant documents, cartes i pagaments, diferents dades sobre l'orgue i la relació que hi té Jordi Bosch.
A més de diferents instruments, Binissalem rep diverses construccions en l'església, un total de 3. La primera va ser començada l'any 1369, realitzant una construcció d'estil gòtic. La segona, del mateix estil, va ser acabada 300 anys més tard, el 1669. Actualment es troba a Binissalem la tercera construcció que es va realitzar, datada de finals de segle xvii. No varen ser construccions fetes de zero, sinó que es varen anar conservant elements com és exemple de la segona a la tercera els arcs de la sagristia i també el portal Major, que es conserven avui en dia.

## Orgue de Juan Gaspar Roig
No va ser fins a l'any 1581 que no es troben documents de la voluntat de comprar un orgue. Aquesta compra es va realitzar 10 anys més tard, el 1591.
Hi ha dos motius de pes pel qual es suposa que l'orgue Roig va ser el primer de Binissalem. En primer lloc, en els documents no es troba escrit que es vulgui comprar un orgue per a conseqüència del que es tingui sigui massa vell, fet que en tots els posteriors s'indica clarament. En segon lloc, l'any 1549 s'obliga per sanció al rector a establir-se a Binissalem, fet que pot indicar una primera mostra de major interès cap a un orgue a Binissalem.
Juan Gaspar Roig, nascut a Blanes, Catalunya, va construir el primer orgue de Binissalem. En la construcció d'aquest instrument d'estil gòtic, a causa del gran temps de viatge per venir (generalment en carro), es va adoptar la mesura de llogar una casa a Binissalem per a magatzem, fàbrica, estudi, fusteria, així com d'habitatge. Aquesta mesura s'adoptarà en la construcció d'orgues posteriors a causa del mateix problema.
L'orgue va costar un total de 325 lliures més 17 per adobs posteriors, la qual quantitat equivalia en el moment a 17 anys de sou mitg del moment. A més de ser un instrument car, va resultar ser de poca qualitat, ja que es troba amb una gran quantitat de reparacions i adobs durant els seus anys de servei.
L'orgue de Gaspar Roig va tenir una durada de 50 anys, encara que estava en constant apedaçament a causa del seu mal estat i desafinació, així com de la baixa qualitat d'instrument.

## Orgue de Guiem Barrera
El 1638, veient que l'orgue de Gaspar Roig no funciona decideixen comprar-ne un altre. Es cerca un millor orguener, que pugui fer un millor orgue i de major duració, en definitiva de major qualitat. En aquest cas el constructor de l'orgue serà Guiem Barrera, nascut a Alcúdia, d'ofici fuster i orguener.
Igual que en l'anterior, es lloga una casa en el poble per a poder construir l'orgue allà mateix, en concret a la casa de Juan Torrella, l'any 1638. Durant la construcció d'aquest es seguí utilitzant el de Roig, però de mala manera, ja que hi havia notes que sortien, li costava molt sonar i ja necessitava un relleu ràpid.
S'entén que s'estrena els darrers mesos de 1639, suposant que estava situat a prop de l'altar major encara que no se sap segur. En aquest moment, apareix escrit un nou ofici, no significa que no hi fos abans, l'ofici de manxador, encarregat d'omplir l'aire de l'orgue. No seria un feina agraïda, no estaven massa temps al càrrec, mal pagada i molt feixuga. A més de les despeses de l'orgue, organistes i manxadors, també es troben les despeses de les partitures, administració o papers relacionats al bon funcionament.Després de 100 anys, encara que fos un instrument de major qualitat, ja es trobava vell i quasi no sonava, de manera que els jurats decideixen substituir-lo.

## Orgue processional
Entre l'orgue de Guiem Barrera i de Jordi Bosch apareix l'orgue processional, instrument d'una mida molt més reduïda. És utilitzat en les processions, transportat per dues barres, traslladant-lo pel poble. Construït per la família Bosch, comprat l'any 1762, s'utilitza de manera temporal substituint el de Barrera.
Actualment aquest orgue es troba en el Convent de Muro, essent restaurat a prop del 2000 l'orguener de Campanet Pere Reynés i Florit.

## Orgue de Jordi Bosch
Havent-hi a Binissalem en funcionament l'orgue processional, es realitza per Jordi Bosch, nascut a Palma el 1739, el nou orgue. Aquest fet es coneix gràcies a dues cartes trobades, escrites per Jordi dirigides a Batle i Regidors, en les quals es parla sobre terminis del nou orgue.
Essent el primer orgue construït per Jordi Bosch amb 33 anys, l'any 1772 ja es trobava la maquinària funcionant. L'orguener va anar a finalitzar un orgue a Madrid i no va ser fins a la seva tornada a Binissalem quan el va acabar.
Aquest orgue, amb una duració de 100, va ser una construcció de molta qualitat, sent inclús algunes parts aprofitades pel següent orguener.

## Orgue d'Antoni Portell Fullana
Després de molts anys d'ús de l'orgue de Bosch, es va decidir canviar-lo. En aquest cas l'orguener va ser Antoni Portell Fullana, nascut el 1806 a Llucmajor, qui va aprofitar allò aprofitable de l'orgue ja existent.
Encara que no va ser un orgue totalment nou, va costar molt més que el de Bosch. Les trompetes duen nom de Portell, encara que s'ha vist que algunes coses es conserven de Jordi Bosch.
Aquest orgue es troba en funcionament durant 150 anys, encara que va estar 30 anys espanyat fins a la restauració realitzada per Pere Reynés i Florit.

## Orgue elèctric ballata

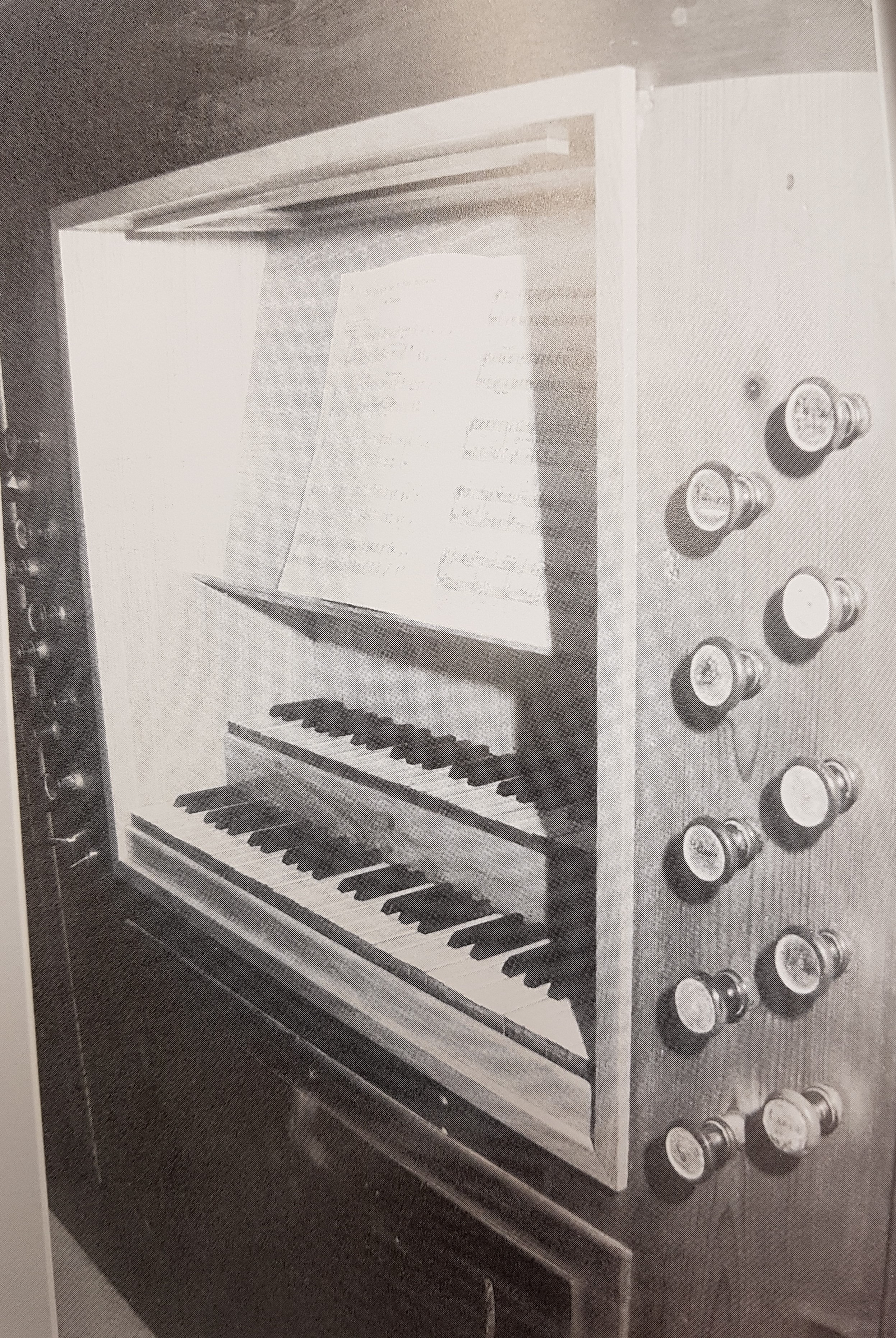
Teclat de l'orgue de Binissalem amb botons musicals

Ja en la meitat del segle xx, es troben que no tenen orgue, a causa que el de Portell es troba espanyat. És per aquest motiu pel qual el rector de Binissalem, l'any 1968 envia una carta al feligresos dient que no hi havia manera de poder fer solemnes les funcions religioses sense un bon instrument.
Es comprà un orgue elèctric marca “Ballata”. Va tenir una durada d'uns anys sense ser cap cosa extraordinària, però sí va suplir aquesta necessitat en la qual no es podia utilitzar l'orgue de Portell.

## Orgue Actual
L'orgue que es troba a Binissalem avui en dia és el mateix de n'Antoni Portell Fullana. Perquè tornés a sonar l'orgue, un grup de binissalemers funden l'Associació: Es Foment Cultural Sant Jaume, a través de l'amor i dedicació per Binissalem amb ajuda del Govern Balear. Aconsegueixen amb molt d'esforç i moviment aconseguir una subvenció de 3 milions de pessetes per a rescatar aquest instrument emblemàtic o que avui presideix actes cerimonials del Temple de Binissalem.